# 盧旺達國家足球隊
盧旺達國家足球隊是盧旺達的國家足球代表隊，由盧旺達足球協會管理，現時屬於國際足協及非洲足協成員國之一。盧旺達至今仍未參加過世界盃的決賽週，在非洲國家盃部分，2004年首次闖入會內賽，並獲得非洲國家盃的首勝，可惜仍在小組賽出局。

## 世界盃成績
- 1930 至 1986年 - 沒有參賽
- 1990年 - 退出
- 1994年 - 沒有參賽
- 1998 至 2018年 - 未能晉級

## 非洲國家盃成績
- 1957年 至 1962年 - 屬於比利時的一部分
- 1963年 至 1976年 - 不屬於非洲足球協會的一部分
- 1978年 至 1980年 - 沒有參賽
- 1982年 至 1984年 - 外圍賽出局
- 1986年 - 沒有參賽
- 1988年 - 退出
- 1990年 至 1998年 - 沒有參賽
- 2000年 至 2002年 - 外圍賽出局
- 2004年 - 小組賽
- 2006年 至 2013年 - 外圍賽出局
- 2015年 - 有不合格球員參與比賽喪失參賽資格
- 2017年 至 2023年 - 外圍賽出局